# Jackie Thomae
Jackie Thomae (geboren 1972 in Halle (Saale)) ist eine deutsche Journalistin und Schriftstellerin.

## Leben und Werk
Ihr mit Heike Blümner geschriebenes Ratgeberbuch Eine Frau – ein Buch wurde ein Bestseller. 2015 erschien der erste Roman Momente der Klarheit. 2017 wurde sie zum Ingeborg-Bachmann-Wettbewerb eingeladen.
2019 gelangte Thomae mit dem Roman Brüder auf die Shortlist des Deutschen Buchpreises. Die Geschichte folgt zwei sehr verschiedenen Brüdern eines afrikanischen Vaters von deren Kindheit in der DDR nach London, Paris und Südamerika. Die Buchpreis-Jury lobte den Roman als sehr spannende Geschichte, verortet in einer amerikanischen Erzähltradition, und für seine mit Leichtigkeit aufgegriffenen existenziellen Fragen und Themen. 2020 erhielt sie für den Roman den Düsseldorfer Literaturpreis; 2021 wurde ihr ein Förderpreis des Lessing-Preises des Freistaates Sachsen zuerkannt.
Im Dezember 2019 veröffentlichte sie in der Zeitschrift Frankfurter Allgemeine Woche eine Weihnachtsgeschichte.
In dem 2024 erschienenen Roman "Glück" verhandelt Thomae das Frausein und das Älterwerden. Im Zentrum stehen zwei Frauen Ende 30, die sich des Ablaufens ihrer biologischen Uhr gewahr werden und sich mit der Frage des Kinderkriegens auseinandersetzen.
Jackie Thomae lebte bis 1989 in Leipzig und lebt seitdem in Berlin.

## Werke
- Eine Frau – ein Buch. (mit Heike Blümner). Süddeutsche Zeitung, München 2008, ISBN 978-3-86615-652-4.
- Let's face it: Das Buch für alle, die älter werden (mit Heike Blümner).  Blanvalet, München 2011, ISBN 978-3-7645-0364-2.
- Man muss die Falten feiern, wie sie fallen: Das Buch für alle, die älter werden. Blanvalet, München 2012, ISBN 978-3-442-37959-0.
- Momente der Klarheit. Roman. Hanser Berlin, Berlin 2015, ISBN 978-3-446-24943-1.
- Brüder. Roman. Hanser Berlin, Berlin 2019, ISBN 978-3-446-26415-1.
- Glück. Roman. Claassen, Berlin 2024, ISBN 978-3-546-10046-5.